# 総持寺 (西東京市)
総持寺（そうじじ）は、東京都西東京市田無町三丁目にある、真言宗智山派の寺院。山号は田無山（たなしさん）。別名「田無不動尊」。

## 概要
総持寺の創建年代は不詳だが、元和年間（1615 – 1624年）、法印権大僧都俊栄和尚が、谷戸に法界山西光寺として創建、慶安年間（1648 - 1651年）、現在地へ移転したと伝えられている。江戸時代（1603 - 1868年）、尉殿権現社（現・田無神社）の別当寺を勤めていた。明治8年（1875年）、西光寺と近隣の密蔵院、観音寺の3寺が合併して創建し、田無山総持寺と改称した。
関東三十六不動霊場の第10番札所に数えられ、多摩八十八ヶ所霊場の第33番札所である。東京百景にも選ばれている。
西光寺（現・総持寺）本堂は、天保11年（1840年）、築後140～150年を経たため、本堂建て替え計画が持ち上がり、西光寺の住職恵亮や田無村名主下田半兵衛が中心となり準備が進められた。嘉永3年（1850年）、本堂は完成し、普請成就供養が行われた。その落成を紀念して、境内にケヤキほか数種の樹木を植栽し、その中の一樹が境内にある大ケヤキであると言い伝えられている。

## 沿革
- 元和年間（1615-1624年） - 法印権大僧都俊栄和尚が、谷戸に法界山西光寺を創建。
- 慶安年間（1648-1651年） - 現在地へ移転した。
- 江戸時代（1603-1868年） - 尉殿権現社（現・田無神社）の別当寺を勤めていた。
- 明治8年（1875年） - 西光寺と近隣の密蔵院、観音寺の3寺が合併して創建し、田無山総持寺と改称した。

## 伽藍
- 山門
- 本堂
- 妙見堂
- 大日堂
- 滝の不動尊
- 寺務所

## 文化財
尉殿大権現 神号額（じょうどのだいごんげん しんごうがく） - 西東京市指定文化財第27号、昭和63年9月指定
明治元年（1868年）、神仏分離令により、神社を寺院から独立させた。明治5年（1872年）、西光寺は総持寺と改称し、西光寺の尉殿大権現社は田無神社と改称した。その際、「権現」は仏の位という理由から、江戸時代に尉殿大権現社（現・田無神社）の拝殿に掲げられていたこの扁額は取り外され、同神社の別当寺にあたる西光寺（現・總持寺）が引き取った。
扁額の材質は欅で、縁は花頭曲線式、赤漆を塗装し、文字は金箔押しが施されている。揮毫者は「東都河保壽敬」と記されており、制作年代の記録はないが江戸後期（1851年）と推定できる。田無神社に尉殿大権現と号していた資料として貴重な扁額である。
総持寺のケヤキ - 西東京市指定文化財第33号、平成5年5月指定
ケヤキは田無地域における最大級の単幹樹木、市内の巨樹が減少している中で貴重な存在。天保13年（1842年）から嘉永3年（1850年）にかけて西光寺(現・總持寺)本堂の再建時、落慶を記念して植えた樹木の内の1本であると伝えられている。

## 交通
鉄道
- 西武線西武新宿線 - 田無駅より徒歩6分。

## ギャラリー
- 山門（2017年2月撮影）
- 山門より本堂を見る（2009年4月撮影）
- 本堂（2017年2月撮影）
- 同左（2009年7月撮影）
- 同左（2009年7月撮影）
- 尉殿大権現 神号額（2009年7月撮影）
- 広目天（2009年7月撮影）
- 多聞天（2009年7月撮影）
- 本堂の向拝（2009年7月撮影）
- 本堂の彫り物（2009年7月撮影）
- 本堂の彫り物（2009年7月撮影）
- 妙見堂（2017年2月撮影）